# Birdy (Fahrrad)

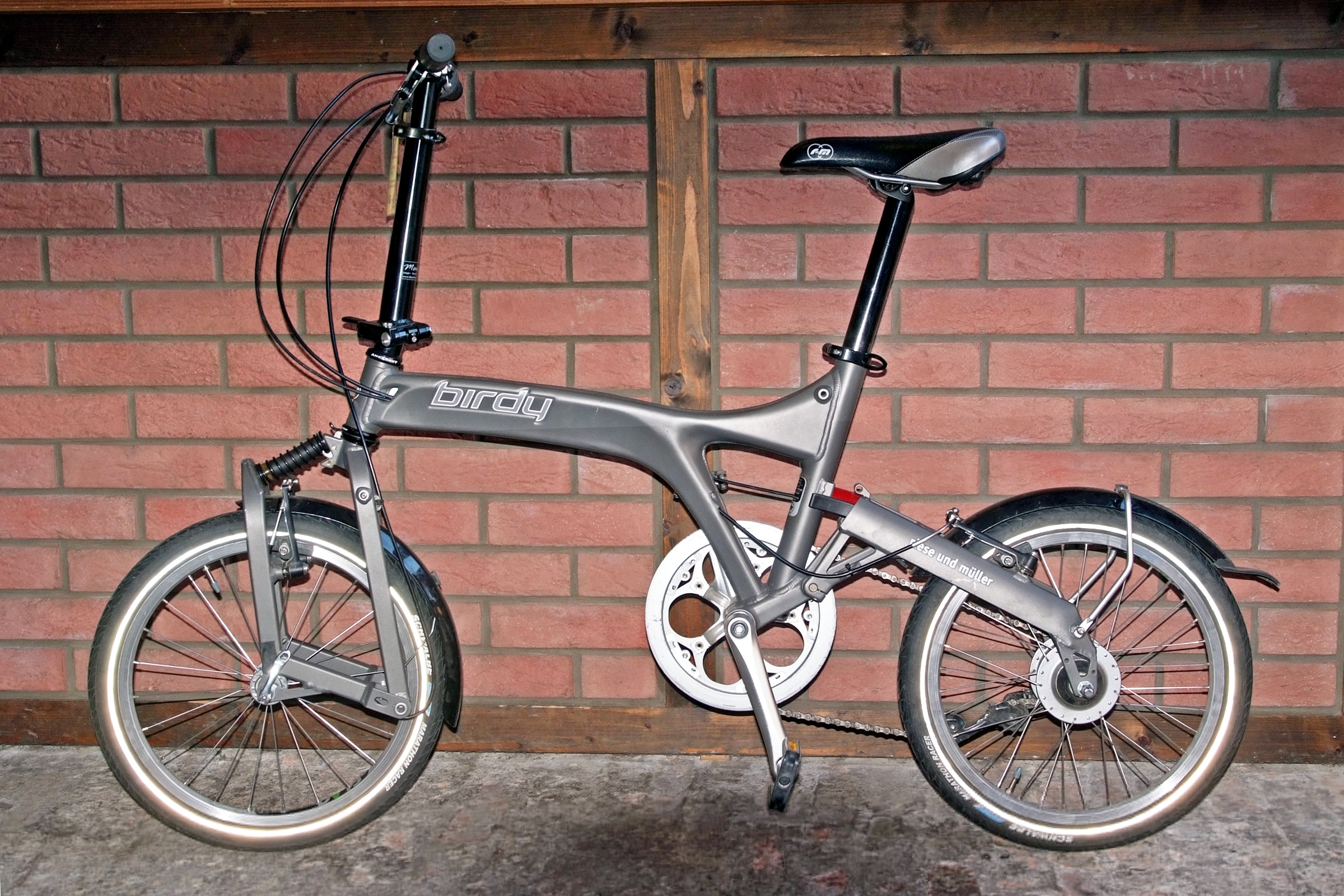
Birdy der zweiten Generation mit Monocoque-Rahmen aus zwei an der umlaufenden Fügestelle verschweißten Halbschalen; gut erkennbar sind die Elastomerblöcke zwischen Sattelrohr und hinterer Schwinge (rot) sowie innerhalb der Schraubenfeder an der vorderen Schwinge

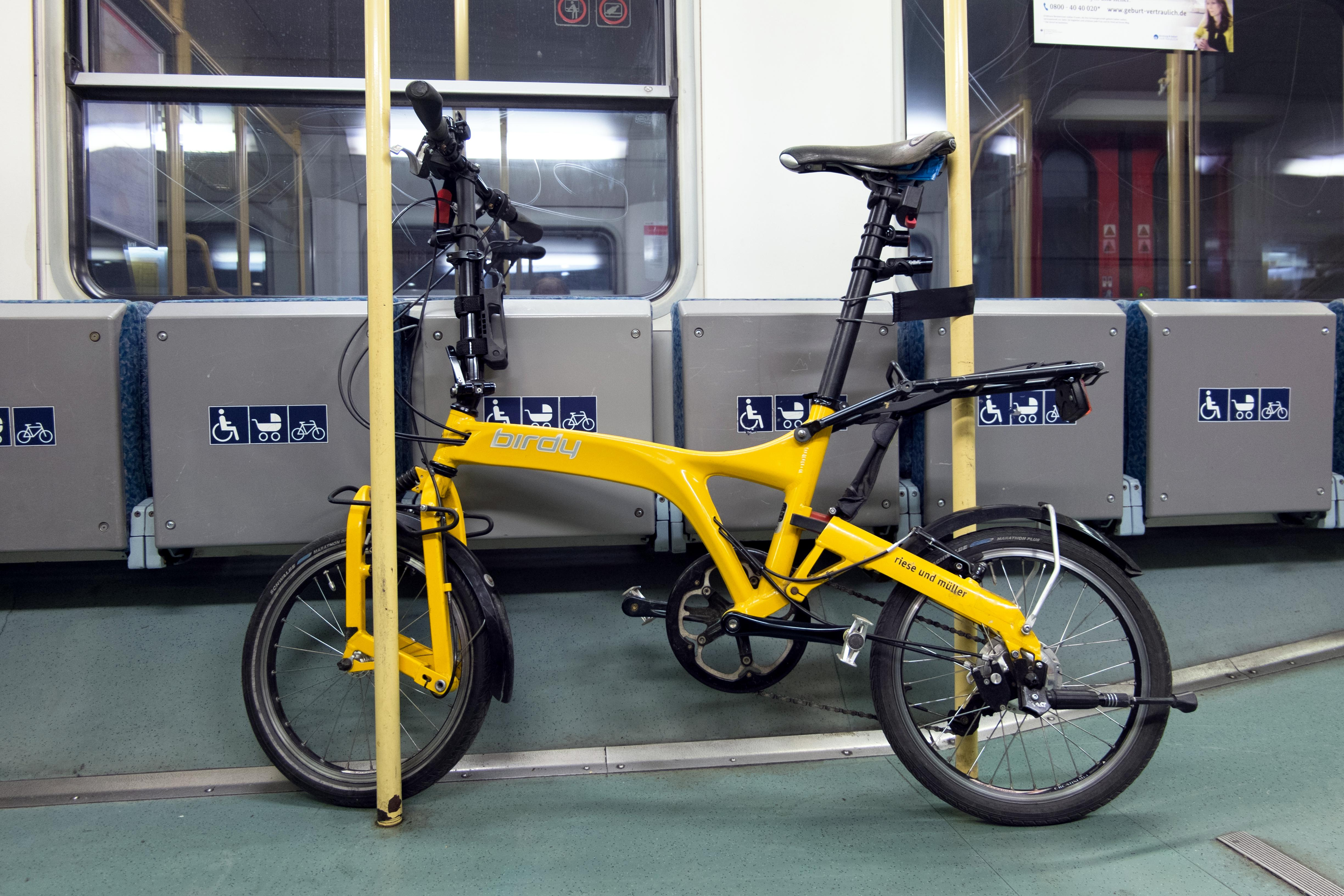
Birdy Rohloff mit Schutzblechen und Lowrider vorn sowie faltbarem Gepäckträger hinten in einem Mehrzweckabteil eines Zuges

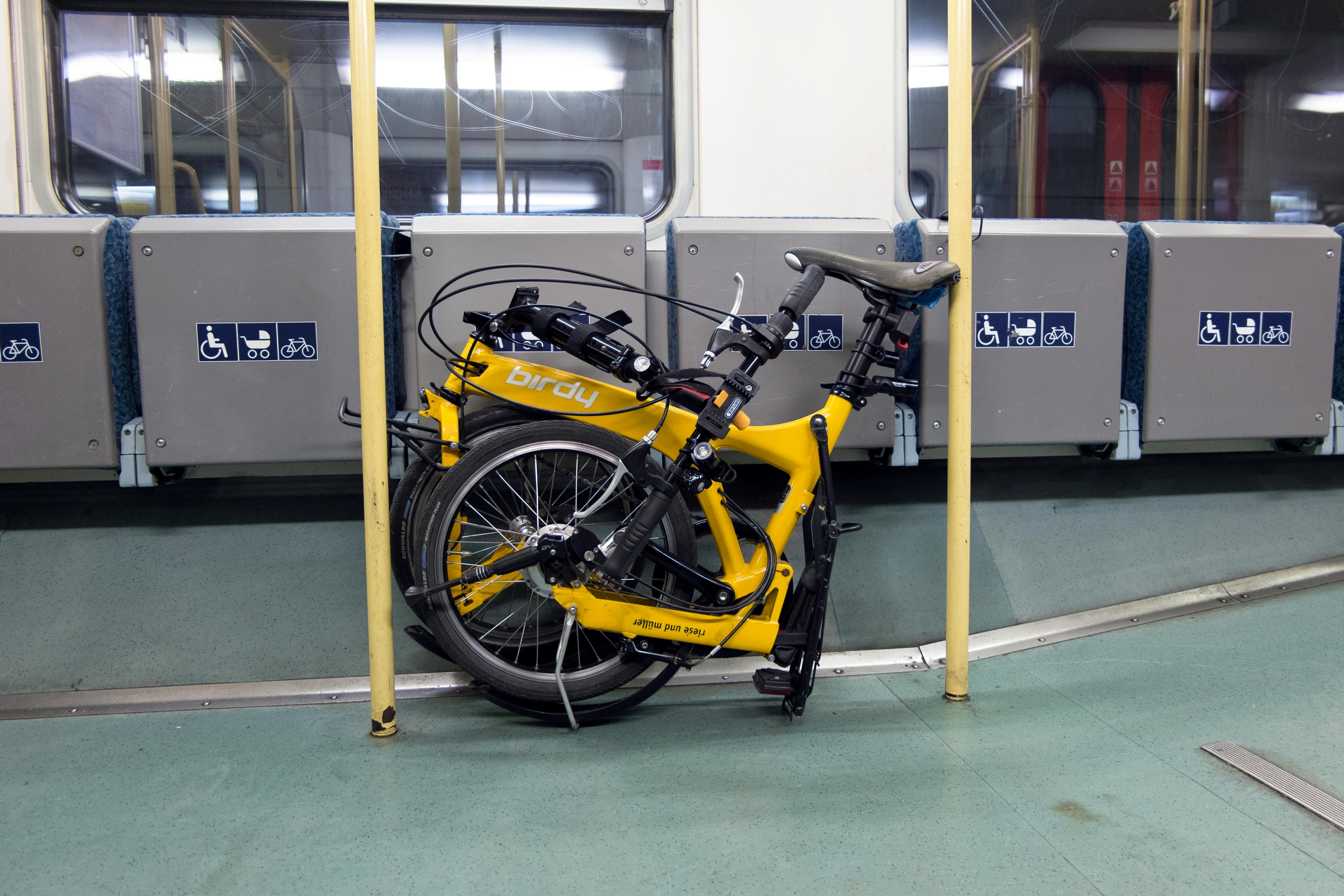
… und zusammengefaltet als Paket

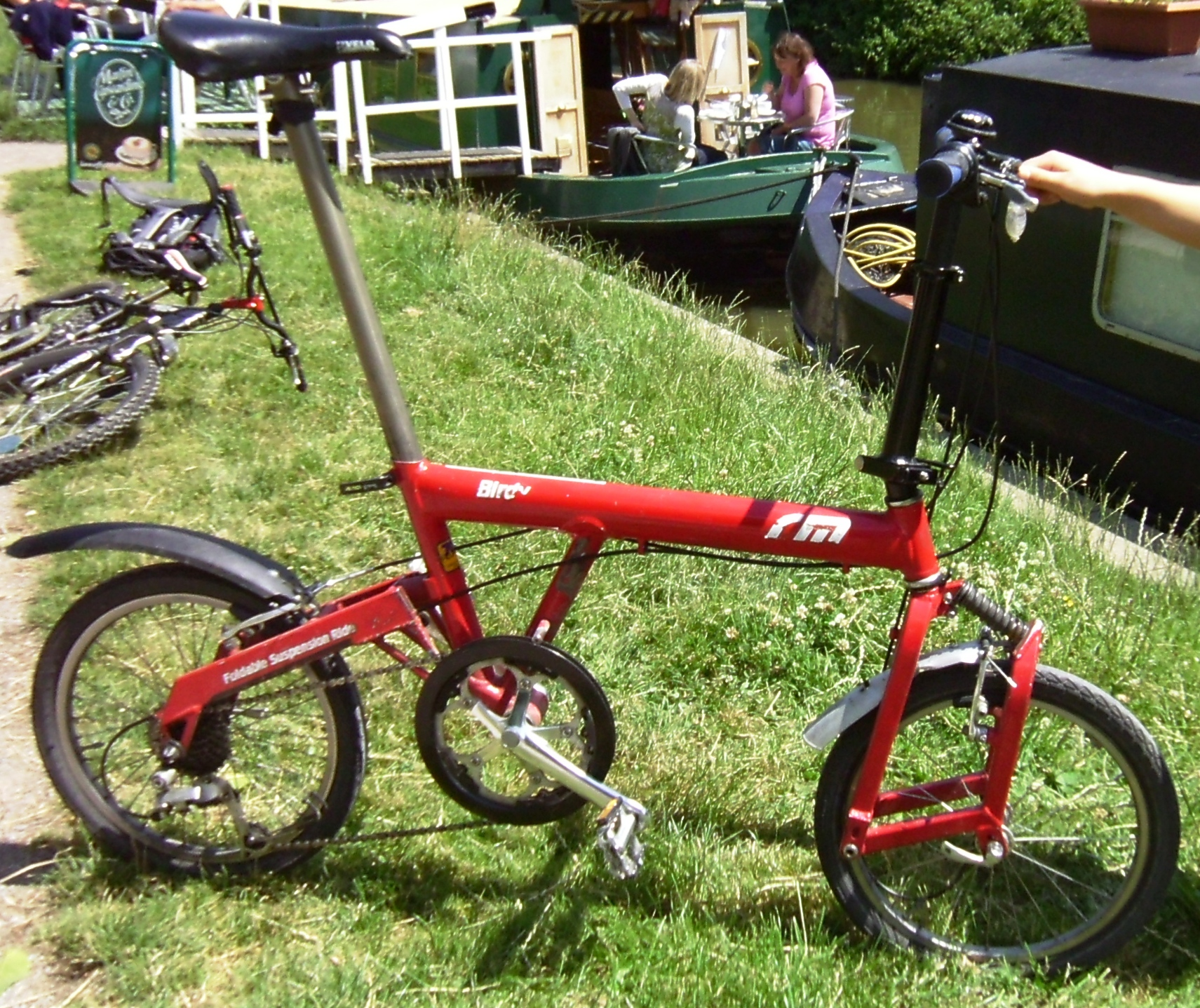
Birdy der ersten Generation: Rohrrahmen aus kleinem Dreieck und elliptischem Oberrohr (vgl. Diamantrahmen)

Das Birdy ist ein Faltrad des deutschen Fahrradherstellers Riese und Müller. Es wurde Anfang der 1990er Jahre im Verlauf von drei Jahren entwickelt und kam 1995 als erstes vollgefedertes Faltrad auf den Markt, ausgestattet mit gelenkfreiem Aluminiumhauptrahmen und 18-Zoll-Felgen. 2006 erhielt es den iF product design award. Mit Juni 2015 wurde die dritte Generation des Birdys auf den Markt gebracht, für die Messe 'Eurobike 2025' ist die vierte Generation angekündigt. Die Fertigung erfolgt bei Pacific Cycles in Taoyuan auf Taiwan.

## Geschichte und Merkmale
Das Birdy war das erste Fahrrad, das die Ingenieure Riese und Müller entwickelten. Die „Mittelständische Beteiligungsgesellschaft in Wiesbaden“ zeichnete das Birdy mit dem Hessischen Innovationspreis im Jahr 1993 aus. Das Birdy wird heute weltweit in mehr als zwanzig Ländern vertrieben und war letztlich die Grundlage zur Entwicklung einer ganzen Palette von weiteren vollgefederten Aluminiumfahrrädern. Bis zum Jahr 2010 wurde es weltweit über 100 000 mal verkauft.
Im Mai 2025 hat Riese und Müller angekündigt, dass das Birdy zum nächsten Modelljahr nicht mehr weiter produziert und aus dem Programm genommen wird. Der bisherige Vertriebspartner Pacific Cycles wird das Birdy unter eigener Marke vorläufig weiterhin auf dem asiatischen Markt anbieten.

## Technische Details
Der Rahmen wurde in den ersten Jahren aus Aluminium-Rohren geschweißt. Das kräftige Oberrohr war ovalisiert. Das Unterrohr bildet zusammen mit dem Sattelrohr ein kleines Rahmendreieck unterhalb des Sattels, das im Unterschied zum Diamantrahmen nicht bis nach vorne zum Steuerrohr reicht.
Rahmendreieck und Oberrohr des neuen Rahmens ab Mitte der 2000er Jahre bestehen nicht mehr aus Rohren, sondern aus zwei mit Längsnaht zusammengefügten Halbschalen. Dieses Modell erhielt 2006 den iF Award.
2016 wurde das Fahrrad erneut überarbeitet, dabei wurden der Durchmesser des Steuerrohres und des Gabelschaftes vergrößert.
In der Komfort-Variante wird das Fahrrad mit einem leicht nach hinten geneigten Lenkrohr ausgestattet, in den sportlichen Varianten mit einem leicht nach vorn geneigten.
Wie beim bekannten Brompton-Faltrad wird beim Birdy das Hinterrad an der Federschwinge nach vorne geklappt. Im Gegensatz zu den meisten anderen Klapprädern besitzt das Birdy kein Rahmenscharnier. Stattdessen werden auch das Lenkrohr sowie das Vorderrad an der geschobenen Schwinge der Gabel eingeklappt.
Die Laufräder besitzen zwar die üblichen Einbauweiten von vorn 100 und hinten 135 mm, allerdings wird die seltene Felgengröße von »18 Zoll« verwendet. Die Reifen sind damit kaum größer als bei gewöhnlichen »16-Zoll«-Rädern (der Durchmesser der Felgenschulter beträgt 355 gegenüber 349 mm etwa bei Brompton). 18-Zoll-Reifen sind eine Sondergröße, die meist nur auf Bestellung erhältlich ist.
Birdys können mit einer Vielzahl von Naben und Kettenschaltungen ausgestattet werden. Von Beginn an gab es die Räder in drei Schaltungsvarianten: einer hinteren Kettenschaltung, einer hinteren Nabenschaltung oder einer Kombination aus beiden.
Die einfachste Ausstattungsvariante ist eine Kettenschaltung von Shimano, anfangs mit sieben Gängen und inzwischen mit zehn Gängen. Auch die Nabenschaltungen stammen von Shimano. Als Kombinationsschaltungen wurden Produkte von SRAM eingesetzt. Diese hatten anfangs drei mal sieben Gänge und wurden von der DualDrive des gleichen Herstellers mit zwei mal acht Gängen abgelöst. Diese wird inzwischen ebenfalls nicht mehr produziert; daher ist die entsprechende Modellvariante entfallen. Als höchste Ausstattungsvariante gibt es seit deren Markteintritt 1999 die 14-Gang-Nabenschaltung Speedhub 500/14 von Rohloff.
Die Rahmen wurden teilweise mit V-Brakes oder hydraulischen Felgenbremsen von Magura ausgestattet. Rahmen, die nicht über die dafür erforderlichen Anbauteile verfügen, wurden mit Rennrad-Seitenzugbremsen ausgeliefert.
Seit 2008 werden auch Scheibenbremsen angeboten, wobei die Bremszange am Vorderrad auf der rechten Fahrzeugseite liegt. Seit 2022 haben alle Birdy-Modelle (City, Touring, Rohloff) Scheibenbremsen (Magura) und Nabendynamo.
Ab Oktober 2009 wurde für einige Jahre eine Pedelec-Variante Birdy hybrid vertrieben.
Je nach Ausstattung wiegt ein Birdy ab etwa 10 kg aufwärts und ist bis zu einer Gesamtmasse von 120 kg zugelassen. Zusammengefaltet misst ein Birdy 68×57×35 cm. Was vergleichbar ist mit den meisten 20-Zoll-Falträdern von Dahon und größer als das eines Brompton.

## Sicherheit, Wartung
An manchen Verbindungsstellen des Faltradrahmens treten aufgrund der langen Hebelarme größere Biegemomente auf als bei Standardrahmen. Dieses Problem besteht allerdings bei allen Falträdern mit ähnlicher Geometrie. Als vollgefedertes Klapprad hat das Birdy einen außergewöhnlichen Rahmen, der spezielle Eigenarten aufweist. An Aluminiumrohren von Hinterradschwingen, Gabeln und im Bereich der Lenkung allgemein kam es zu Brüchen.
In der Bedienungsanleitung von 2015 empfiehlt der Hersteller den Austausch von Lenker, Vorbau- und Gabelschaftrohren mindestens alle drei Jahre, nach einem Unfall oder wenn 10 000 km zurückgelegt wurden. Die Vorderradschwinge soll nach 20 000 km ausgetauscht werden.